# Rupertstag
Der Rupertstag ist der 27. März.
Der Rupertstag ist dem heiligen Rupertus gewidmet, der seit Mitte des 7. Jahrhunderts bis 717 Bischof von Worms war.
Als Wetterregel gilt: „Ist am Rupertstag der Himmel rein, so wird er’s auch im Juni sein“. Zudem schütteln die Obstbauern an diesem Tag die Bäume, um Raupen zu entfernen.

## Weblink
- Rupertstag auf der Seite des Bundes der Deutschen Katholischen Jugend Bayern, abgerufen am 25. Dezember 2012